# Wolfgang Paul (fodboldspiller)
 For alternative betydninger, se Wolfgang Paul. (Se også artikler, som begynder med Wolfgang Paul)
Wolfgang Paul (født 25. januar 1940 i Olsberg, Tyskland) er en tidligere tysk fodboldspiller (forsvarer).
Han tilbragte hele sin karriere hos Borussia Dortmund. Han var i en lang persode holdets anfører, og vandt både DFB-Pokalen og Pokalvindernes Europa Cup med holdet.
Paul nåede aldrig at optræde for det vesttyske landshold. Han var som reserve dog alligevel en del af landets trup til VM i 1966 i England, hvor holdet nåede finalen.

## Titler
DFB-Pokal
- 1965 med Borussia Dortmund

Pokalvindernes Europa Cup
- 1966 med Borussia Dortmund